# جان فروشانته
جان آنتونی فروشانته (به ایتالیایی: John Anthony Frusciante) (زادهٔ ۵ مارس ۱۹۷۰) گیتاریست، خواننده، ترانه‌سرا و مدیر ضبط آمریکایی است. او در سه دوره (۱۹۸۸–۱۹۹۲، ۱۹۹۸–۲۰۰۹، ۲۰۱۹- اکنون) گیتاریست گروه آلترناتیو راک آمریکایی رد هات چیلی پپرز (به انگلیسی: Red Hot Chili Peppers) بوده‌است و همچنین تا کنون ۱۱ آلبوم بلند انفرادی و ۷ آلبوم کوتاه منتشر کرده که سبک‌های مختلفی از موسیقی آکوستیک تا موسیقی الکترونیک را شامل می‌شود. در سال ۲۰۰۳، رولینگ استون فروشانته را سیزدهمین گیتاریست برتر تمام دوران معرفی کرد. او در سال ۲۰۱۲ به عنوان عضوی از Red Hot Chili Peppers وارد تالار مشاهیر راک اند رول شد.
فروشانته در ۱۸ سالگی و پس از مرگ هیلل اسلووک (گیتاریست گروه) به عنوان جایگزین او به رد هات چیلی پپرز پیوست. اولین آلبوم او با گروه، Mother's Milk (1989) بود. دومین آلبوم او با گروه، Blood Sugar Sex Magik (1991) موفقیت و شهرت عظیمی را برای گروه در پی داشت. پس از موفقیت بزرگی که Blood Sugar Sex Magik به‌دست‌آورد، فروشانته تحت تأثیر فشار شهرت جدید گروه، آنها را ترک کرد که در پی آن گوشه‌نشین شد و به هروئین پناه برد. فروشانته طی آن سال‌ها ۲ آلبوم انفرادی نیز منتشر کرد.
او بالاخره در سال ۱۹۹۸ موفق شد اعتیادش را کاملاً ترک کند و مدتی پس از آن برای ضبط آلبوم موفق کَلیفُرنیکیشن (۱۹۹۹) به جمع اعضای گروه پیوست. همکاری آن‌ها در دهه ۲۰۰۰ میلادی و با ضبط ۲ آلبوم دیگر ادامه یافت تا این‌که در سال ۲۰۰۹ فروشانته دوباره گروه را ترک کرد.
او به‌عنوان یک آهنگساز و گیتاریست هم هنرمند فعالی به‌شمار می‌آید. آثار انفرادی او دربرگیرندهٔ عناصری از اکسپریمنتال راک تا موسیقی امبینت و از موسیقی موج نو تا موسیقی الکترونیک هستند. او در سال ۲۰۰۴ شش آلبوم انفرادی منتشر کرد که هرکدام برپایه تکنیک‌های ضبط متفاوتی در سبک‌های مختلفی ساخته شده بودند. فروشانته در سال ۲۰۰۹ آلبوم The Empyrean را منتشر کرد که در آن با جانی مار (گیتاریست گروه The Smiths) و فلی (بیسیست رد هات چیلی پپرز) همکاری کرده بود. پس از حدوداً ۱۰ سال، او در سال ۲۰۱۹ دوباره به رد هات چیلی پپرز برگشت که حاصل آن دو آلبوم با گروه در سال ۲۰۲۲ بود.